# Born to be Free
「Born to be Free」（ボーン・トゥ・ビー・フリー）は、日本の歌手、倉木麻衣の楽曲。作詞は倉木、作曲は徳永暁人、編曲はCybersoundによる。

## 解説
- A3チャンピオンズカップ2007のテーマソングのために作曲され、2007年6月に中華人民共和国山東省の済南市で行われた同大会のオープニングイベントにて初披露となった。孫燕姿とのデュエット曲「My Story, Your Song」以来、4年ぶりに中国語で歌われた楽曲となっている。2007年9月22日に韓国で行われた、アジアソングフェスティバル2007で韓国語でも披露された。
- 2008年のA3チャンピオンズカップにも本曲が引き続きテーマソングとして使用されることが決定していたが、開催中止となった。
- この楽曲は、倉木の7作目のオリジナルアルバム『ONE LIFE』に収録されることになった。